# مارگریت (فیلم ۲۰۱۵)
مارگریت (انگلیسی: Marguerite) فیلمی به کارگردانی زاویر جیانولی است که در سال ۲۰۱۵ منتشر شد. این فیلم در بخش مسابقه هفتاد و دومین جشنواره فیلم ونیز به نمایش درآمد.